# Micheline Lannoy
Micheline E. R. M. Lannoy, po mężu MacAulay (ur. 31 stycznia 1925 w Brukseli, zm. 18 marca 2023) – belgijska łyżwiarka figurowa, startująca w parach sportowych z Pierre’em Baugnietem. Mistrzyni olimpijska z St. Mortiz (1948), dwukrotna mistrzyni świata (1947, 1948), mistrzyni Europy (1947) oraz 4-krotna mistrzyni Belgii (1944–1947).
W 1948 roku Lannoy i Baugniet zostali zdobywcami pierwszego złotego medalu Zimowych Igrzysk Olimpijskich dla Belgii.

## Życiorys
Jej matką była trenerka łyżwiarstwa figurowego Simone de Ridder, zaś ojczymem Louis De Ridder, olimpijczyk startujący w łyżwiarstwie szybkim, bobslejach, hokeju na lodzie. Zaczęła trenować łyżwiarstwo figurowe wraz z siostrą Francine w lokalnym klubie Cercle des Patineurs de Bruxelles. Lannoy zdobyła tytuły mistrzyni Belgii juniorów w 1937 i 1938 roku. W 1940 roku zaczęła trenować w parze z innym łyżwiarzem tego klubu, Pierre’m Baugniet’em. Wspólnie zdobyli cztery tytuły mistrzów Belgii w latach 1944–1947. W 1947 roku zdobyli również tytuł mistrzów Europy i świata, zaś rok później drugi tytuł mistrzów Europy i zostali mistrzami olimpijskimi.
W kolejnych latach Lannoy występowała w rewiach łyżwiarskich we Francji i Anglii. W 1953 roku poślubiła szkockiego łyżwiarza Jima Macaulaya. W tym samym roku w tragicznych okolicznościach zginęła jej matka Simone, która została wypchnięta z jadącego pociągu w Niemczech. 
Lannoy i Macaulay, wraz z dwojgiem swoich dzieci, wyemigrowali do Kanady w latach 50. XX wieku. Na początku osiedlili się w Kingston, a następnie pracowali w klubach łyżwiarskich w innych prowincjach, Ontario, Québec i Kolumbii Brytyjskiej.

## Osiągnięcia
Z Pierre'em Baugnietem
| Zawody               | 1944           | 1945           | 1946           | 1947           | 1948           |                |                |                |                |                |                |                |                |                |                |                |                |
| Międzynarodowe       | Międzynarodowe | Międzynarodowe | Międzynarodowe | Międzynarodowe | Międzynarodowe | Międzynarodowe | Międzynarodowe | Międzynarodowe | Międzynarodowe | Międzynarodowe | Międzynarodowe | Międzynarodowe | Międzynarodowe | Międzynarodowe | Międzynarodowe | Międzynarodowe | Międzynarodowe |
| -------------------- | -------------- | -------------- | -------------- | -------------- | -------------- | -------------- | -------------- | -------------- | -------------- | -------------- | -------------- | -------------- | -------------- | -------------- | -------------- | -------------- | -------------- |
| Igrzyska olimpijskie |                |                |                |                | 1              |                |                |                |                |                |                |                |                |                |                |                |                |
| Mistrzostwa świata   |                |                |                | 1              | 1              |                |                |                |                |                |                |                |                |                |                |                |                |
| Mistrzostwa Europy   |                |                |                | 1              |                |                |                |                |                |                |                |                |                |                |                |                |                |
| Krajowe              |                |                |                |                |                |                |                |                |                |                |                |                |                |                |                |                |                |
| Mistrzostwa Belgii   | 1              | 1              | 1              | 1              |                |                |                |                |                |                |                |                |                |                |                |                |                |